# Helbing Ferenc

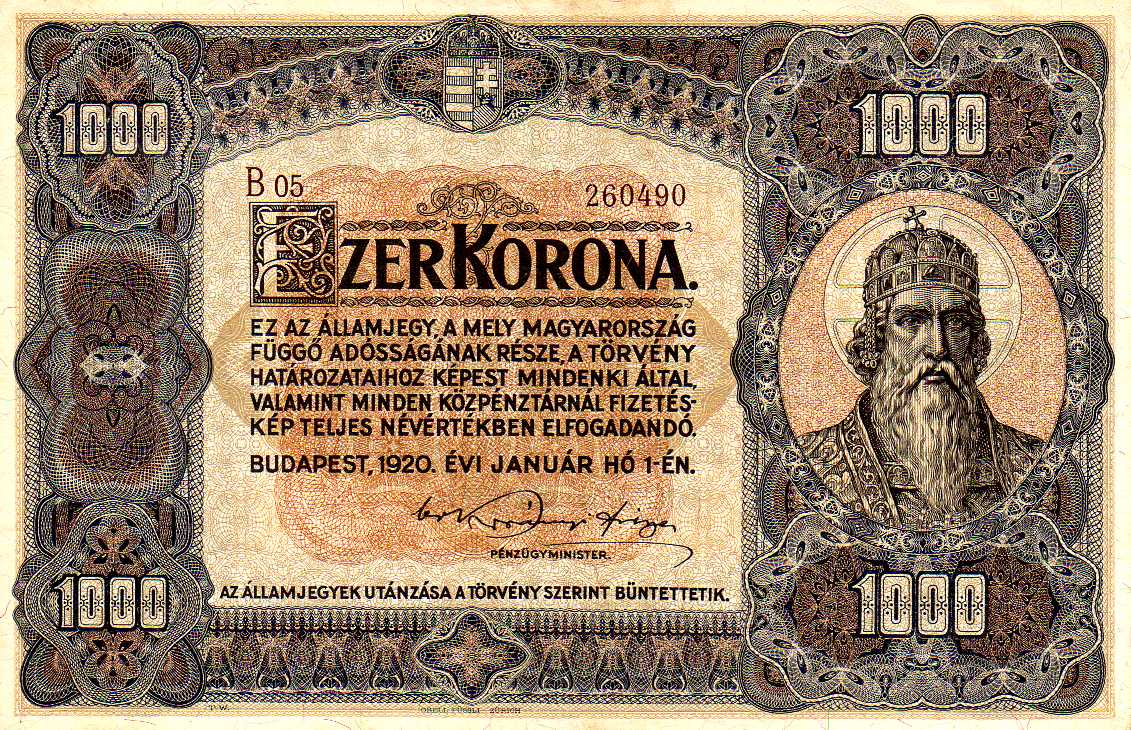
1000 koronás 1920-ból

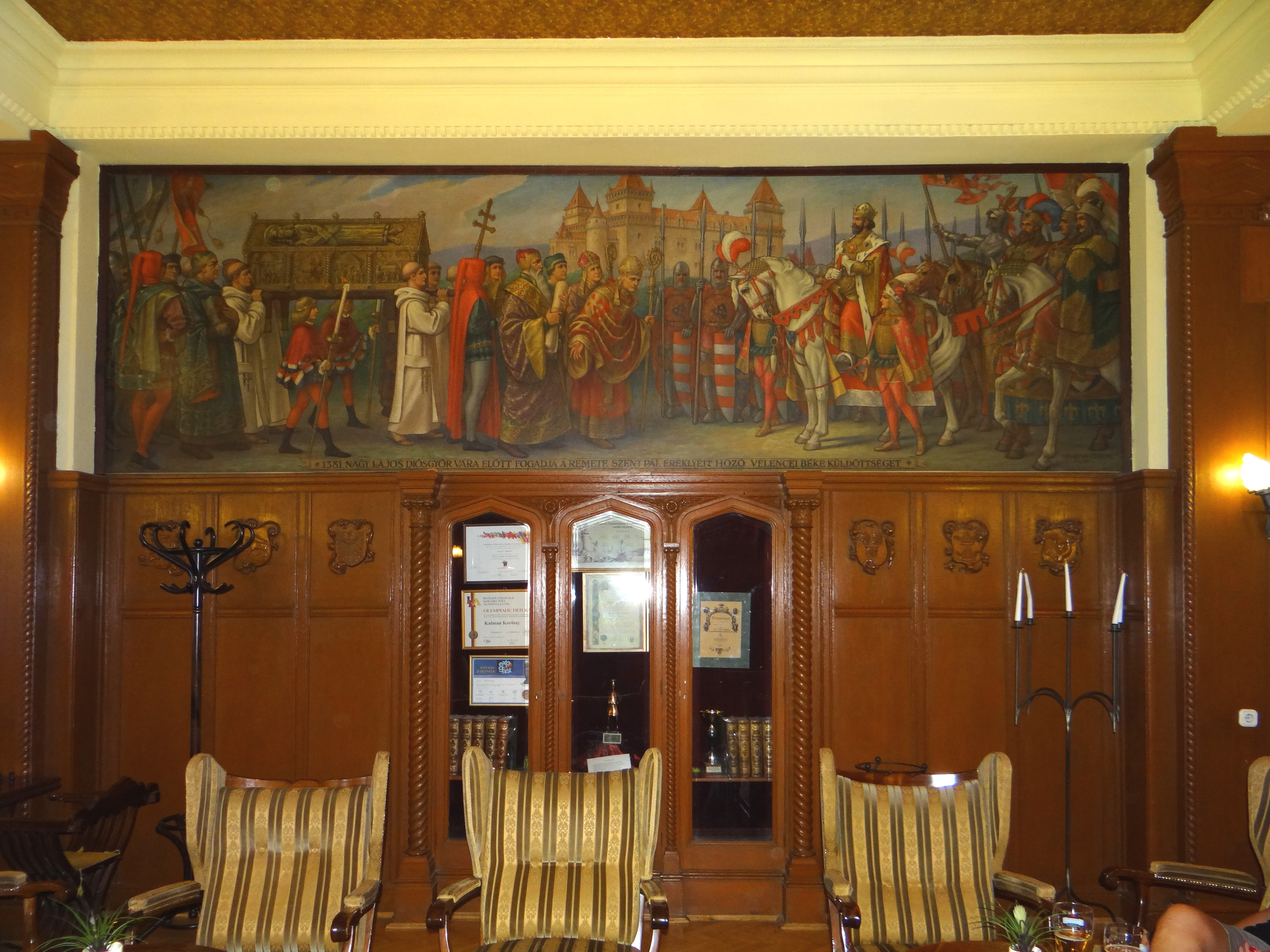
Nagy Lajos király fogadja Remete Szent Pál ereklyéit. Pannó a Palotaszállóban

Helbing Ferenc (Érsekújvár, 1870. december 25. – Budapest, 1958. január 28.) magyar grafikus, festőművész és litográfus. Az Iparművészeti Főiskola egykori rektora.

## Életpályája
Művészeti tanulmányait az Iparrajziskolában és az Iparművészeti Iskolában végezte, majd nyomdavezetőként helyezkedett el. 1906-ban az Iparrajziskola, 1910-től az Iparművészeti Iskola grafikatanárává nevezték ki, majd rektora volt 1927 és 1936 között. A Wodiáner-féle könyvtáblapályázaton tűnt fel, majd a Révai-féle pályázaton is sikerrel szerepelt. Címlaptervei szorosan a könyv tartalmához igazodnak. 1898-ban a Költők albumára hirdetett pályázaton első díjat nyert.
Karrierje kezdetben szorosan kötődött a litográf technikához. Magyar bankjegyek tervezésével is hírnevet szerzett. A Magyar Nemzeti Galériában megtekinthetőek az alkotásai. 1920 és 1935 között számos bélyeg tervét készítette el, az 1920-as évek meghatározó bélyegtervezője volt Magyarországon. A Koronás Madonna sorozat 5000 koronás értékének tévnyomata, a Fordított Madonna az egyik legértékesebb magyar bélyegritkaság.
Művészeti munkássága jobbára az alkalmazott grafikához kapcsolódott. Szecessziós stílusú könyvillusztrációkat (Keleti mesék, Magyar-hun mondák képekben), kötés-, címlap- és fedélterveket, ex libriseket, bélyeg-, bankjegy- és éremterveket (Corvin-koszorú), egyedi grafikai lapokat, díszokleveleket és plakátokat készített. Jelentős érdemei vannak a modern sokszorosítógrafikai eljárások hazai meghonosításában. Kiváló réz-, fametsző és litográfus volt, s a magyar reklámgrafika úttörői közé tartozott. Munkáival sikeresen szerepelt a hazai és a nemzetközi kiállításokon és pályázatokon. Tagja volt a századelő és a két világháború közti korszak művészeti egyesületeinek (Magyar Aquarell- és Pasztelfestők Egyesülete, Magyar Grafikusok Egyesülete, Magyar Rézkarcolóművészek Egyesülete stb.), valamint egyik vezetője a művészetirányító kormányzati szerveknek (Magyar Országos Képzőművészeti Tanács, Műemlékek Országos Bizottsága, Egyházművészeti Tanács, Országos Ösztöndíj Tanács). A 40-es években még részt vett kiállításokon, s mivel művésztanári működése során festő- és grafikusnemzedékek egész sorát nevelte fel, hatása kitapintható a 20. század második felének magyar művészetében is (tanítványai közé tartozott – többek között – Kaesz Gyula, Szántó Piroska, Bálint Endre, Amerigo Tot, Sigismund Kolos-Vary).

## Művei
- Bankjegyek tervei
- Plakátokat, könyvillusztrációkat és üvegfestményeket, freskókat (Lillafüredi Palotaszálló) is készített.
- Magyar férfi arcok (tus, 1921)

### Bélyegtervei
- Hadifogoly (sorozat, 3 érték, 1920)
- Koronás Madonna (sorozat, 10 érték, 1921–1925)
- Petőfi (I.) (sorozatból a 25 és az 50 K érték, 1923)
- Jótékonyság (sorozatból 1000 k érték, 1924)
- Jókai (I.) (sorozat, 3 érték, 1925)
- Sport (I.) (sorozat, 8 érték, 1925)
- Pengő-fillér (I.) (sorozat 16 értékéből 12 érték, 1926)
- Keskeny Madonna (sorozat, 3 érték, 1926)
- Pengő-fillér (II.) (sorozat 14 értékéből 9 érték, 1928)
- Szent István (I.) (sorozat, 3 érték, 1928)
- Szent István (II.) (sorozat, 3 érték, 1929)
- 10 éves kormányzói évforduló (sorozat, 5 érték, 1930)
- Szent Imre (sorozat, 4 érték, 1930)
- Nagy Madonna (sorozat, 4 érték, 1932)
- Repülő (sorozat, 9 értékből a 10 és 16 fill., 1933)
- Pázmány (sorozat, 6 értékből a 6, 16 és 20 fill., 1935)